# Xanthagaricus erinaceus
Xanthagaricus erinaceus är en svampart som först beskrevs av Heinem. & Little Flower, och fick sitt nu gällande namn av Little Flower, Hosag. & T.K. Abraham 1997. Xanthagaricus erinaceus ingår i släktet Xanthagaricus och familjen Agaricaceae.   Inga underarter finns listade i Catalogue of Life.